# Кавалеры ордена Святого Георгия IV класса Я
Кавалеры ордена Святого Георгия IV класса на букву «Я» 
Список составлен по алфавиту персоналий. Приводятся фамилия, имя, отчество; звание на момент награждения; номер по списку Григоровича — Степанова (в скобках номер по списку Судравского); дата награждения. Лица, чьи имена точно идентифицировать не удалось, не викифицируются. Курсивом выделены кавалеры, получившие орден за службу в частях Восточного фронта Русской армии и Северной армии во время Гражданской войны.

## Яб — Яв
- Яблоновский, Владимир Константинович; подпоручик; 25 мая 1917 (посмертно)
- Яблонский, Владимир Миронович; подпоручик; 4 марта 1917
- Яблонский, Георгий Антонович; штабс-капитан; 25 мая 1916
- Яблонский, Ксаверий Игнатьевич; майор; № 7501; 12 января 1846
- Яблонский, Николай Николаевич; поручик; 19 мая 1915 (посмертно)
- Яблочкин, Владимир Александрович; полковник; 13 февраля 1905
- Яблочков, Иван Алексеевич; подполковник; 26 августа 1916
- Ябс, Карл Яковлевич; поручик; 20 января 1917
- Явленский, Константин Яковлевич; капитан-лейтенант; № 8837; 26 ноября 1851
- Яворович, Казимир Игнатьевич; прапорщик; 26 ноября 1917 (посмертно)
- Яворский, Алексей Леонтьевич; подполковник; № 7615; 1 января 1847
- Яворский, Николай Степанович; майор; № 6076; 3 декабря 1839
- Яворский, Фёдор Антонович; поручик; № 2907; 18 марта 1814

## Яг — Яд — Яз
- Ягелло, Владимир Люцианович; штабс-ротмистр; 25 мая 1916
- Ягелович, Виктор Антонович; полковник; 15 апреля 1915
- Ягницкий, Семён Тимофеевич; капитан; № 5499; 6 декабря 1836
- Ягов, Фридрих фон; генерал-майор прусской службы; № 3389; 15 сентября 1819
- Ягодин, Павел Алексеевич; полковник; № 8860; 1 февраля 1852
- Ягодкин, Леонид Викторович; поручик; 9 сентября 1915
- Ягодский; капитан; № 2831; 20 февраля 1814
- Ядрило, Иван Иванович; подполковник; № 8923; 1 февраля 1852
- Ядыгин, Дмитрий Георгиевич; полковник; 4 марта 1917 (посмертно)
- Язиков, Дмитрий Иванович; корнет; 18 ноября 1917 (посмертно)
- Языков, Александр Петрович; штабс-капитан; № 4644; 25 декабря 1831
- Языков, Василий Иванович; капитан 2-го ранга; № 1417; 26 ноября 1802
- Языков, Виктор Александрович; штабс-капитан; 5 мая 1917
- Языков, Дмитрий Семёнович; генерал-майор; № 6397; 5 декабря 1841
- Языков, Иван Андреевич; капитан-лейтенант; № 2244; 26 ноября 1810
- Языков, Николай Львович (Леонтьевич?); капитан 1-го ранга; № 800 (413); 9 февраля 1791
- Языков, Пётр Григорьевич; полковник; № 753 (400); 8 сентября 1790
- Языков, Фёдор Иванович; капитан-лейтенант; № 2241; 26 ноября 1810

## Як
- Якимах, Моисей Авраамович; майор; № 2864; 13 марта 1814
- Якименко, Николай Петрович; капитан; 10 июня 1915
- Якимов, Герасим; майор; № 2793; 20 января 1814
- Якимов, Никита Акимович; подполковник; № 8243; 26 ноября 1849
- Якимов, Николай; подпоручик; 4 марта 1917
- Якимов, Павел Петрович; полковник; № 8641; 26 ноября 1851
- Якимов, Пётр Семёнович; подполковник; № 5432; 6 декабря 1836
- Якобий, Пётр Варфоломеевич; подполковник; № 491; 26 ноября 1787
- Якобсон, Виктор Борисович; поручик; 3 февраля 1916 (посмертно)
- Якобсон, Владимир Оскарович; штабс-капитан; 9 октября 1917
- Яков, Александр Петрович; полковник; № 5939; 3 декабря 1839
- Яковенко, Андрей Васильевич; штабс-капитан; 17 марта 1917 (посмертно)
- Яковенко, Георгий Степанович; генерал-майор; 5 февраля 1916 (посмертно)
- Яковенко, Георгий Яковлевич; поручик; 27 января 1917
- Яковенко, Павел Игнатьевич; подполковник; № 6996; 4 декабря 1843
- Яковенко-Маринич, Николай Иванович; полковник; 2 октября 1916
- Якович, Раймунд (Реймонт) Антонович; майор; № 7278; 17 декабря 1844
- Яковлев, Александр Васильевич; полковник; № 4804; 25 декабря 1833
- Яковлев, Александр Васильевич; штабс-капитан; 30 июня 1917
- Яковлев, Борис Степанович; майор; № 7314; 17 декабря 1844
- Яковлев, Василий; майор; № 3748; 26 ноября 1823
- Яковлев, Василий Васильевич; капитан; № 4539; 22 августа 1831
- Яковлев, Владимир Викторович; подпоручик; 11 сентября 1917 (посмертно)
- Яковлев, Георгий Владимирович; капитан; 29 августа 1916
- Яковлев, Григорий Григорьевич; подполковник; 9 июня 1917 (посмертно)
- Яковлев, Григорий Кузьмич; полковник; № 6437; 5 декабря 1841
- Яковлев, Григорий Михайлович; полковник; № 6957; 4 декабря 1843
- Яковлев, Егор Васильевич; подполковник; № 4594; 16 декабря 1831
- Яковлев, Захар Макарович; подполковник; № 4106; 26 ноября 1827
- Яковлев, Иван Андреевич; генерал-майор; № 6402; 5 декабря 1841
- Яковлев, Иван Васильевич; подполковник; за выслугу лет; № 5421; 6 декабря 1836
- Яковлев, Иван Николаевич; подполковник; № 9782; 26 ноября 1855
- Яковлев, Иван Савельевич; майор; № 6108; 3 декабря 1839
- Яковлев, Константин Фёдорович; капитан; 22 января 1878
- Яковлев, Михаил Александрович; поручик; 5 февраля 1916
- Яковлев, Михаил Дмитриевич; подполковник; № 7018; 4 декабря 1843
- Яковлев, Николай Викторович; полковник; 18 июля 1916 (посмертно)
- Яковлев, Николай Ильич; подполковник; 30 декабря 1915
- Яковлев, Николай Семёнович; подполковник; № 8467; 26 ноября 1850
- Яковлев, Павел Андреевич; полковник; № 8634; 26 ноября 1851
- Яковлев, Павел Петрович; подполковник; № 814 (427); 25 марта 1791
- Яковлев, Пётр Алексеевич; подполковник; № 859; 26 ноября 1791
- Яковлев, Пётр Петрович; генерал от инфантерии; 4 августа 1916
- Яковлев, Сергей; поручик; 5 мая 1917
- Яковлев, Степан; полковник; № 3396; 15 февраля 1819
- Яковлев, Степан Яковлевич; полковник; № 1634 (664); 12 января 1806
- Яковлев, Яков Васильевич; майор; № 8746; 26 ноября 1851
- Яковлев, Яков Прокофьевич; подполковник; № 6537; 5 декабря 1841
- Яксич-Якшич, Николай Джиовакович; подпоручик; 6 января 1917
- Якубович, Александр Фёдорович; майор; № 6101; 3 декабря 1839
- Якубович, Александр Яковлевич; подполковник; № 180 (152); 14 декабря 1771
- Якубович, Григорий Андрианович; поручик; 28 сентября 1905
- Якубович, Иван Савич; подполковник; № 5749; 1 декабря 1838
- Якубович, Константин Антонович; капитан; 27 июля 1917
- Якубовский, Александр Васильевич; майор; № 7275; 17 декабря 1844
- Якубовский, Василий Яковлевич; майор; № 7862; 26 ноября 1847
- Якубовский, Иосиф Артемьевич; капитан; № 9478; 26 ноября 1854
- Якубовский, Франц Иванович[1]; майор; № 7080; 4 декабря 1843
- Якунин, Василий Григорьевич; капитан; № 9842; 26 ноября 1855
- Якуничкин, Иван Никитич; штабс-капитан; 9 октября 1917 (посмертно)
- Якунников, Николай Николаевич; прапорщик; 19 мая 1915
- Якушев, Андрей Самсонович; капитан; № 7910; 26 ноября 1847

## Ям — Ян
- Яминский, Никанор Васильевич; генерал-майор; № 5359; 6 декабря 1836
- Яминский, Николай Васильевич; подполковник; № 7607; 1 января 1847
- Янбулатов, Усман Хасанович; корнет; 21 октября 1917
- Яндоловский, Василий Иванович; подполковник; № 7825; 26 ноября 1847
- Яниш, Виктор Николаевич; поручик; 9 июня 1915
- Янишерлов, Александр Андреевич; майор; № 8516; 26 ноября 1850
- Янкевский, Леонид Владимирович; полковник; 1 сентября 1915
- Янковиус, Александр Фёдорович; подпоручик; 1 сентября 1915 (посмертно)
- Янкович, Ефим Гаврилович; майор; № 4116; 26 ноября 1827
- Янкович-де-Мириево, Иван Фёдорович; генерал-майор; № 1690 (676); 24 февраля 1806
- Янковский, Антон Францевич; подполковник; № 4473; 18 декабря 1830
- Янковский, Иоганн Генрихович; майор; № 6084; 3 декабря 1839
- Янковский, Карл Яковлевич; капитан; № 8790; 26 ноября 1851
- Янковский, Леонид Андреевич; капитан; 30 декабря 1919
- Янковский, Павел Михайлович; прапорщик; 18 сентября 1915
- Яннау, Мартын Мартынович; подполковник; № 9768; 26 ноября 1855
- Янни, Густав Германович; полковник; 6 января 1917
- Янов, Анатолий Иванович; поручик; 25 сентября 1917
- Янов, Николай Иванович; поручик; 29 апреля 1917 (посмертно)
- Янов, Пётр Степанович; полковник; № 4210; 25 декабря 1828
- Янович, Вячеслав Иванович; капитан; 5 ноября 1916
- Яновский, Александр Казимирович; капитан; № 8555; 26 ноября 1850
- Яновский, Алексей Алексеевич; штабс-капитан; 26 августа 1916 (посмертно)
- Яновский, Антон Станиславович; поручик; 20 ноября 1915
- Яновский, Илья Семёнович; подполковник; № 9392; 26 ноября 1854
- Яновский, Михаил; подполковник; № 4225; 25 декабря 1828
- Яновский, Моисей Алексеевич; подполковник; № 4355; 19 декабря 1829
- Яновский, Николай Кириллович; генерал-майор; 25 мая 1916
- Яновский, Павел Кириллович; подполковник; № 7808; 26 ноября 1847
- Яновский, Тимофей Иванович; капитан-лейтенант; № 3373; 12 декабря 1817
- Яновский, Яков Сидорович; подполковник; № 7448; 12 января 1846
- Янтиков, Иван Кузьмич; подпоручик; 31 октября 1917
- Януш, Анатолий Вячеславович; капитан; 14 июня 1915
- Янушевский, Григорий Ефимович; генерал-лейтенант; 24 апреля 1915
- Янушевский, Иван Яковлевич; капитан-лейтенант; № 9616; 24 июля 1855
- Янушевский, Николай Николаевич; поручик; № 9283; 4 января 1854
- Янушкевич, Николай Николаевич; генерал-лейтенант; 23 сентября 1914
- Янушкевич, Ян Янушевич; прапорщик; 1 июня 1915
- Янцен, Евграф Андреевич; майор; № 7309; 17 декабря 1844
- Янчевский, Николай Николаевич; подполковник; 13 октября 1916
- Янченко, Иосиф Дмитриевич; полковник; № 8379; 26 ноября 1850
- Янчин, Василий Дмитриевич; подполковник; № 7130; 24 августа 1844
- Янчуров; майор; № 2790; 20 января 1814
- Яныш, Александр; секунд-майор; № 345; 26 ноября 1781
- Яныш, Максим Ефимович; капитан; № 5654; 29 ноября 1837
- Яныш, Павел Петрович; майор; № 3123; 26 ноября 1816

## Яр
- Ярмерштедт, Густав Карлович; полковник; № 4797; 25 декабря 1833
- Ярмолович, Витольд Фадеевич; прапорщик; 31 июля 1917 (посмертно)
- Яровенко, Василий Петрович; поручик; 4 апреля 1917
- Яровой, Авраам Пантелеймонович; прапорщик; 18 декабря 1915
- Ярон, Владимир Иванович; генерал-майор; 28 июля 1915
- Ярославцев, Александр Владимирович; штабс-капитан; 29 мая 1917
- Яроцкий, Николай Иванович; подполковник; 10 июня 1916
- Ярошевич, Григорий Иванович; подполковник; № 8501; 26 ноября 1850
- Ярошевский, Григорий Герасимович; подполковник; № 4857; 25 декабря 1833
- Ярошевский, Михаил Герасимович; подполковник; № 5200; 1 декабря 1835
- Ярошевский, Степан Иванович; майор; № 6862; 3 декабря 1842
- Ярошенко, Александр Михайлович; полковник; № 9374; 26 ноября 1854
- Ярушин, Фёдор Гаврилович; полковник; 26 января 1917
- Ярц, Александр Товиевич; полковник; № 5367; 6 декабря 1836
- Ярцов, Георгий Владимирович; штабс-капитан; 29 сентября 1916
- Ярышев, Александр Андреевич; подпоручик; 4 августа 1916

## Яс
- Ясевич, Владимир Иванович; полковник; № 10046; 26 ноября 1857
- Ясевич, Игнатий Андреевич; поручик; 24 октября 1904
- Ясенский, Рудольф-Рафаил Викторович; штабс-капитан; 28 сентября 1905
- Ясинецкий-Война, Андрей Осипович; подполковник; № 6994; 4 декабря 1843
- Ясинков, Иван Данилович; поручик; 31 июля 1917
- Ясинский, Марк Константинович; полковник; № 6954; 4 декабря 1843
- Ясников, Николай Алексеевич; капитан; 25 апреля 1915
- Ясновский, Леонид Николаевич; подполковник; 11 марта 1915
- Ястершемский, Карл фон; подполковник; № 1357; 26 ноября 1802
- Ястребов, Филипп; поручик; 18 ноября 1917
- Ястребцов, Михаил Фёдорович; штабс-капитан; 14 июня 1915

## Яф — Ях — Яц
- Яфимович, Александр Матвеевич; генерал-майор; № 7738; 26 ноября 1847
- Яфимович, Владимир Матвеевич; генерал-майор; № 8846; 1 февраля 1852
- Яфимович, Иван Львович; генерал-майор; № 3694; 26 ноября 1823
- Яфимович, Михаил Матвеевич; полковник; № 8635; 26 ноября 1851
- Яфимович, Николай Матвеевич; полковник; № 7156; 17 декабря 1844
- Яфимович, Пётр Владимирович; подпоручик; 28 сентября 1905
- Яхонтов, Александр Андреевич; полковник; № 2690; 6 октября 1813
- Яхонтов, Валериан Александрович; майор; № 9793; 26 ноября 1855
- Яхонтов, Виктор Николаевич; генерал-майор; 29 апреля 1917 (Сокира-Яхонтов)
- Яценков, Иван Григорьевич; войсковой старшина; № 8542; 26 ноября 1850
- Яцимирский, Константин Константинович; подполковник; 20 января 1917 (посмертно)
- Яцкевич, Василий Григорьевич; прапорщик; 29 сентября 1915
- Яцкевич, Владимир Авксентьевич; полковник; 9 июня 1878
- Яцкевич, Иван Андреевич; поручик; 26 января 1917
- Яцын, Евтихий Николаевич; подпоручик; № 9903; 19 марта 1856

## Яч — Яш — Ящ
- Ячменов, Иван Иванович; прапорщик; 5 мая 1917
- Ячный, Виктор Самуилович; подпоручик; 4 марта 1917
- Ячный, Иван Васильевич; подполковник; № 8687; 26 ноября 1851
- Яшвиль, Лев Михайлович; поручик; № 1166 (596); 1 января 1795
- Яшный, Онуфрий Савельевич; капитан; № 9500; 26 ноября 1854, за «выслугу 25 лет в офицерских чинах»[2]
- Ящевский, Виктор Эдуардович; подпоручик; 4 марта 1917 (посмертно)
- Ященко, Осип Фёдорович; поручик; № 8322; 26 ноября 1849
- Ящинский, Борис Антонович; подпоручик; 18 ноября 1916 (посмертно)